# El Fresno, Ziracuaretiro
El Fresno är en ort i Mexiko.   Den ligger i kommunen Ziracuaretiro och delstaten Michoacán de Ocampo, i den södra delen av landet, 290 km väster om huvudstaden Mexico City. El Fresno ligger 1 371 meter över havet och antalet invånare är 493.
Terrängen runt El Fresno är huvudsakligen kuperad, men den allra närmaste omgivningen är platt. Runt El Fresno är det ganska tätbefolkat, med 78 invånare per kvadratkilometer. Närmaste större samhälle är Uruapan, 14,0 km väster om El Fresno. I omgivningarna runt El Fresno växer huvudsakligen savannskog.